# 뉴욕 타임스 매거진
뉴욕 타임스 매거진(New York Times Magazine)은 뉴욕 타임스(The New York Times)의 일요일 판에 포함된 미국의 일요일 잡지이다. 이 신문에는 일반적으로 신문에 실리는 기사보다 긴 기사가 포함되어 있으며 많은 주목할만한 기고자를 끌어 모았다. 이 잡지는 특히 패션과 스타일과 관련된 사진으로 유명하다.

## 역사
첫 번째 호는 1896년 9월 6일에 출판되었으며, 신문에 인쇄된 최초의 사진이 포함되어 있다. 초기 수십 년 동안 그것은 오늘날처럼 삽입물이 아닌 넓은 용지의 한 부분이었다. "심각한" 일요일 잡지의 창간은 그해 새 소유주인 아돌프 옥스가 주도한 신문 대대적인 개편의 일환이었다. 그는 또한 신문에서 소설, 연재 만화, 가십 칼럼을 금지했으며 일반적으로 절약의 공로를 인정받았다. 금융 파탄에서 뉴욕 타임즈. 1897년에 이 잡지는 빅토리아 여왕의 다이아몬드 쥬빌리(Diamond Jubilee)를 기록한 16페이지 분량의 사진을 출판했는데, 이는 엄청난 인기를 끌었고 잡지의 성공을 도운 "비용이 많이 드는 위업"이었다.